# Contea di McDowell (Carolina del Nord)
La contea di McDowell in inglese McDowell County è una contea dello Stato della Carolina del Nord, negli Stati Uniti. La popolazione al censimento del 2000 era di 42 151 abitanti. Il capoluogo di contea è Marion.